# فرودگاه کیندو
فرودگاه کیندو (به انگلیسی: Kindu Airport) (به زبان بومی: Aéroport de Kindu) یک فرودگاه همگانی با کد یاتا KND است که یک باند فرود آسفالت دارد و طول باند آن ۲۲۰۰ متر است. این فرودگاه در شهر کیندو، جمهوری دموکراتیک کنگو کشور جمهوری دموکراتیک کنگو قرار دارد و در ارتفاع ۴۹۷ متری از سطح دریا واقع شده است.

## شرکت‌های هواپیمایی و مقصدهای پروازی
| شرکت‌های هواپیمایی | مقصدهای پروازی         |
| ----------------- | ---------------------- |
| Congo Airways     | گوما، بانگوکا، ان دیلی |